# Sâmpŏulun
Sâmpŏulun – dystrykt (srŏk) w zachodniej Kambodży, w prowincji Bătdâmbâng. Stanowi jeden z 13 dystryktów tworzących prowincję. W 1998 roku zamieszkiwany przez 12 518 mieszkańców.

## Podział administracyjny
W skład dystryktu wchodzi 6 gmin (khum):
- Sampou Lun
- Angkor Ban
- Ta Sda
- Santepheap
- Serei Maen Cheay
- Chrey Sema

## Kody
- kod HASC[2] (Hierarchical administrative subdivision codes) – KH.BA.SL
- kod NIS[2] (National Institute of Statistics district code) – 0210